# Bertel Storskrubb
 Alf Bertel „Bebbe” Storskrubb  (24. dubna 1917 Jakobstad – 21. dubna 1996 Helsinky) byl finský atlet, mistr Evropy v běhu na 400 metrů překážek z roku 1946.
Startoval v řadě disciplín, nejvíce úspěchů získal v běhu na 400 metrů překážek. V této disciplíně se stal v roce 1946 mistrem Evropy ve svém nejlepším výkonu 52,2. Na olympiádě v Londýně v roce 1948 do finále čtvrtky s překážkami nepostoupil, byl však členem finské štafety na 4 × 400 metrů, která doběhla čtvrtá. Během své kariéry vytvořil finské rekordy na 400 metrů, 800 metrů a čtyřikrát na 400 metrů překážek.